# 파나소닉 드라마 시어터
파나소닉 드라마 시어터(일본어: パナソニック ドラマシアター Panasonic Drama Theater[*])는 TBS 텔레비전 계열에서 매주 월요일의 드라마이다.

## 작품 소개
- 《미토 고몬》제39-43부
- 《반장~진난서 아즈미반~》 (시리즈 1-4)
- 《반장~경시청 아즈미반~》 (시리즈 5-6)
- 《스텝파더 스텝》
- 《나니와 소년 탐정단》
- 《퍼펙트 블루》